# 烏克蘭希臘禮天主教溫尼伯總教區
烏克蘭希臘禮天主教溫尼伯總教區（拉丁語：Archieparchia Vinnipegensis Ucrainorum）是加拿大一個東儀天主教總教區（烏克蘭希臘禮），下轄四個教區。
教區包括馬尼托巴及以北的地區。2010年有教友29,740人、136個堂區、四十三名司鐸。現任總主教為老楞佐·達尼爾·胡庫拉克。
1912年設加拿大宗座代牧區，1956年11月3日升為總教區。